# Michail Vladimirskij-Budanov

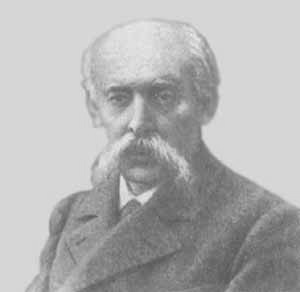
Michail Vladimirskij-Budanov

Michail Flegontovitj Vladimirskij-Budanov (ryska: Михаил Флегонтович Владимирский-Буданов), född 15 maj 1838 i guvernementet Tula, död 24 mars 1916 i Kiev, var en rysk historiker.
Vladimirskij-Budanov blev 1875 professor i historia vid Kievs universitet och redaktör för Nestorsällskapets publikationer samt av akter rörande sydvästra Rysslands koloniserande. Han författade en historik om Kievuniversitetet (1884) samt arbeten om folkbildningen i Ryssland efter 1600-talet, en rysk rättshistoria (1886; sjätte upplagan 1909) och studier över gamla ryska statsinstitutioner (bland annat bojarska duma och zemskij sobor). Dessutom skrev han en studie över tysk rätt i Polen och Litauen (1868) och en krestomati i rysk rätt (1875; femte upplagan 1908).